# Coniopteryx (Coniopteryx) pygmaea
Coniopteryx (Coniopteryx) pygmaea is een insect uit de familie van de dwerggaasvliegen (Coniopterygidae), die tot de orde netvleugeligen (Neuroptera) behoort. 
Coniopteryx (Coniopteryx) pygmaea is voor het eerst wetenschappelijk beschreven in 1906 door Günther Enderlein.